# Versant

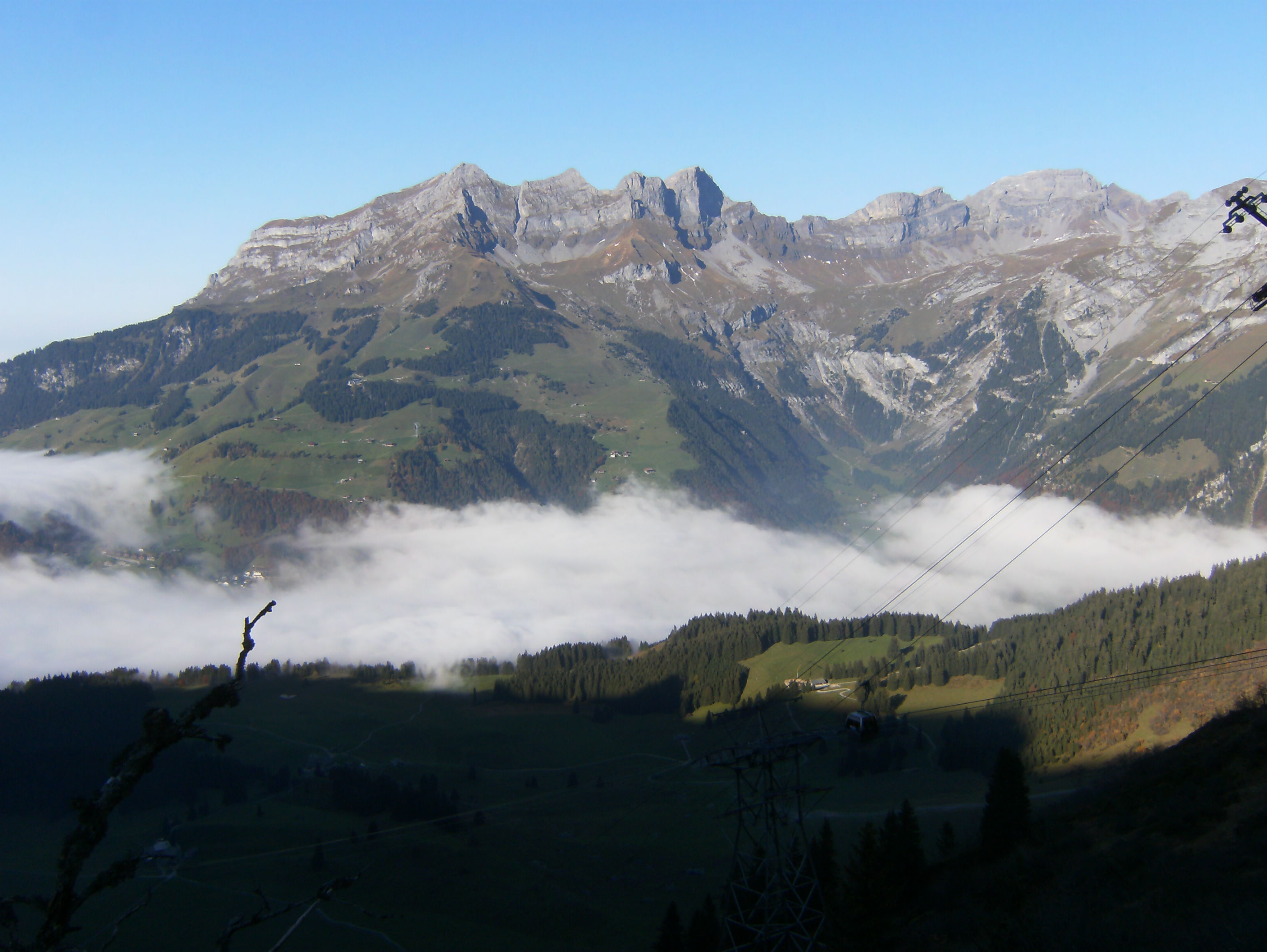
Un munte cu multipli versanți — imagine luată la o altitudine de 2.428 de metri, privind est înspre Engelberg, Elveția (autor Chris.urs-o).
Se observă concepte din ecologia montană, așa cum sunt, linia arborilor, tundră alpină și linia zăpezii

Versant (din franceză versant) se numește fiecare dintre cele două sau mai multele pante sau coaste ale unui munte, deal sau al fiecărei forme de relief denivelate și, prin extensie, o porțiune de teren cu suprafața înclinată.
Versantul reprezintă o suprafață înclinată față de orizontala locului, desfășurată între nivelul interfluviilor la partea superioară și o bază cvasi orizontală reprezentată de podul unei terase, lunci, vatra unei depresiuni, câmpie. 

## Evoluție generală și geneza versanților
Prin evoluția generală se înțelege: apariția versanților, dezvoltarea lor ascendentă și descendentă, precum și formele lor specifice, rezultate pe parcursul acestei dezvoltări. 
Geneza versanților rezidă în mișcările de ridicare ale unor porțiuni din scoarță, precum și în procesele de adâncire ale râurilor, dar și în procesul general de eroziune.
De exemplu, ridicarea Carpaților Meridionali a impus apariția unui front al unui cumul de prelungi versanți sudici (spre Câmpia Română) și al unuia nordic, la fel de lung, dar mult mai abrupt, (înspre podișul Transilvaniei). Alte fenomene asociate încrețirii scoarței și apariției Carpaților Meridionali sunt adâncirea precum și îndesirea continuă a generațiilor de văi, în interiorul aceluiași lanț muntos, care au dus la înmulțirea pantelor, transformându-le de fapt într-o regiune de versanți. 

## Clasificarea versanților

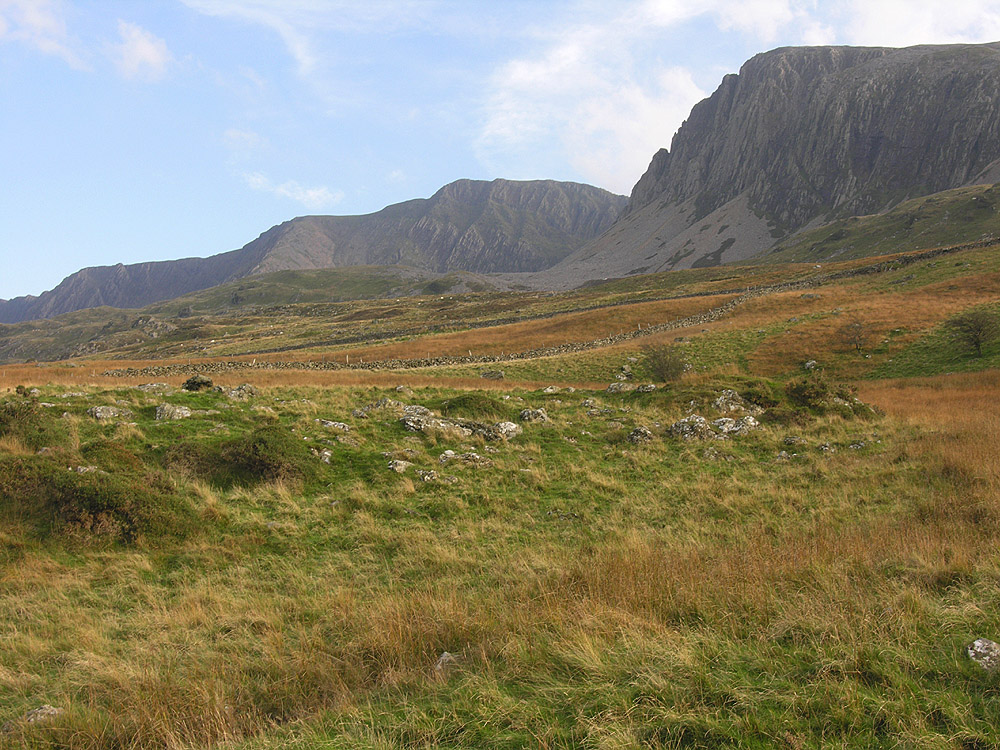
Două tipuri foarte diferite de versanți, lini (în prim plan) și abrupți, în cazul structurilor montane din fundalul imaginii.

Forma versanților este foarte variată. După înclinarea pantei sunt împărțiți în trei categorii: abrupți, moderați și lini. 
După forma pantei aceștia sunt: concavi, convecși, rectilinii și complecși. Aceștia din urmă prezintă rupturi de pantă sau linii de inflexiune, pe locurile unde se unesc două din tipurile anterioare. 
În geomorfologie se folosește o clasificare oarecum evolutivă și anume aceea de versanți tineri, maturi și bătrâni, sau, mai simplificată împărțirea în versanți abrupți (fără pături de alterări) și versanți în echilibru dinamic (cu pături de alterări).
Cauza care face ca un versant să îmbrace o formă sau alta este intensitatea eroziunii mediului, care este o funcție de multiple cauze cum sunt: mișcările scoarței, tipuri de roci, climă, vegetație și stadiu de evoluție.

## Evoluția versanților

### În funcție de climat

#### În climatele umede
În climatele umede, versanții se erodează (se teșesc) mult mai rapid decât în alte climate, datorită eroziunii ridicate, tinzând la un profil de echilibru. Versanții abrupți se retrag sub acțiunea alunecărilor de teren și a altor procese gravitaționale. Cu timpul, din cauza eroziunii, panta versanților se reduce. Când evacuarea sfărâmăturilor de pe versant devine tot mai lentă, versantul se îmbracă cu o scoarță de alterare tot mai groasă, se acoperă cu vegetație și sol. Atunci când profilul versantului nu mai evoluează, s-a atins profilul de echilibru al versantului. 

#### În regiunile secetoase

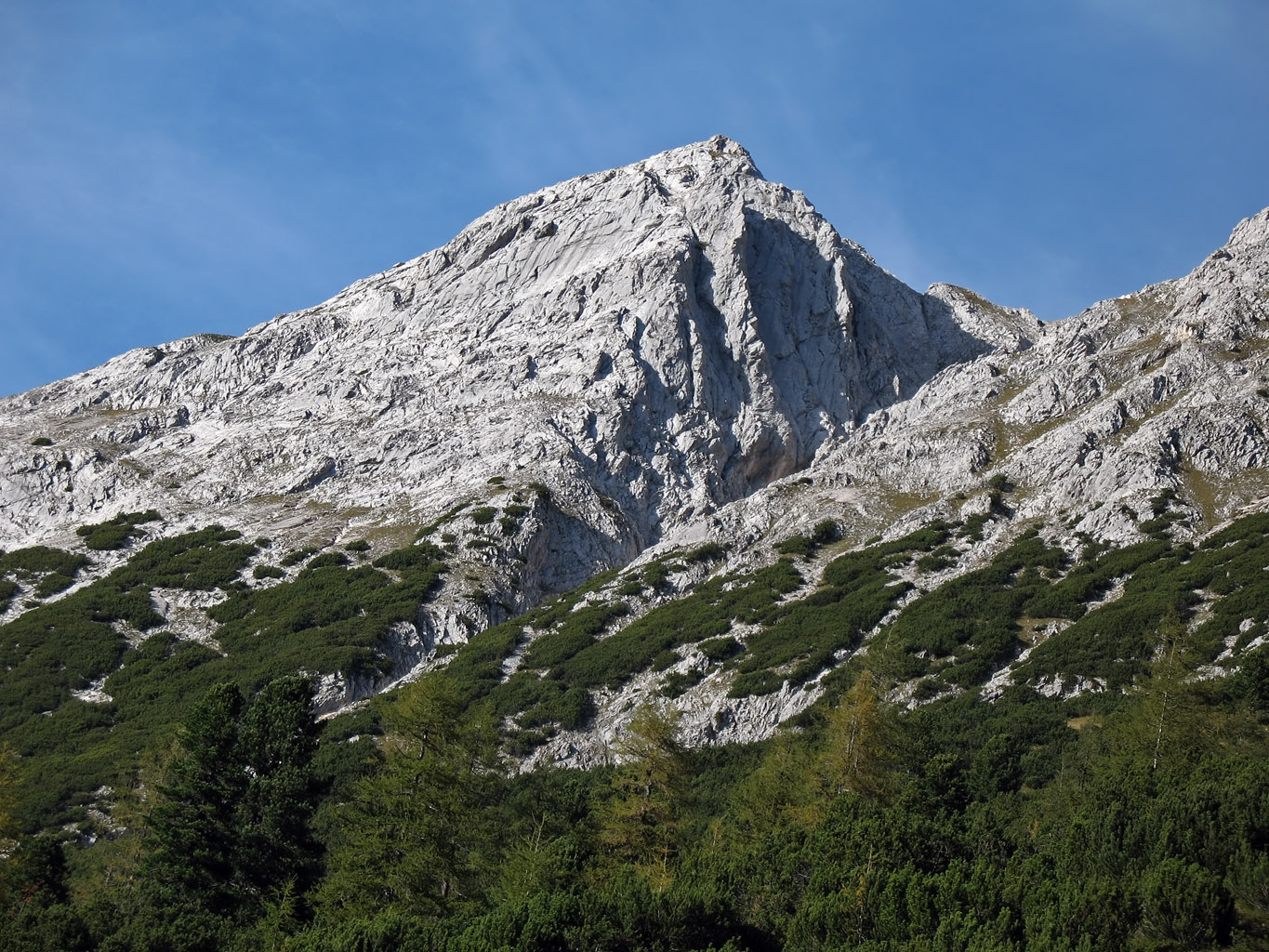
Versanți ajunși la un oarecare echilibru de eroziune; cel din plan îndepărtat este înclinat la aproximativ 20 de grade, iar cel mai apropiat este puțin mai abrupt. Se remarcă indirect linia arborilor, foarte clar tundra alpină și golul alpin.

În regiunile secetoase, cu climat arid sau semiarid, versanții se retrag, dar rămân abrupți, întrucât eroziunea este foarte redusă. În schimb, aici rocile sunt dezagregate de insolație și alternanța de îngheț și dezgheț, iar în timpul averselor sunt atacate prin acțiunea de pluviodenudare. Când roca este moale și impermeabilă (argilă sau marnă, mai puțin la gresie) apar numeroase ravene și ogașe, situate unele lângă altele, creând adesea peisaje dezolante numite pământuri rele.
Versantul este astfel măcinat în mod uniform, pe toată suprafața sa, retrăgându-se paralel cu el însuși. Prin retragere, la baza sa rămâne un câmp tot mai întins, ușor înclinat, dar neted, care se numește glacis de eroziune. Evoluția în timp, este legată în primul rând de ritmul adâncirii văilor (și respectiv al înălțării scoarței), sau de stagnarea acesteia pe perioade diferite. O dată cu adâncirea unei văi, versantul se naște și crește, dezvoltându-se ascendent și îmbrăcând forme rectilinii, convexe sau complexe. Când adâncirea stagnează, pantele încep să se reducă, dezvoltându-se descendent, până la nivelare.

### Evoluția versanților în alte condiții

#### Evoluție ascendentă
Evoluția ascendentă se produce în cazul versanților rectilinii sau convecși. Evoluția ascendentă rezultă dintr-o adâncire a râurilor, care este egală sau depășește eroziunea de versant în aceeași unitate de timp. Dacă adâncirea văii și evacuarea de pe versant sunt egale, panta va crește sub formă rectilinie. Dacă adâncirea văii crește, în raport cu erodarea versantului, la bază vor apărea pante din ce ce mai înclinate, iar pe ansamblu acesta va deveni convex. 
Altitudinile relative se măresc continuu, văile sunt în formă literei V, iar în apropiere de talveg ele se îngustează tot mai mult față de stadiile anterioare. La bază are loc și cea mai intensă evacuare de versant, caracteristice fiind deplasările rapide ale materialelor. Creșterea altitudinilor relative și absolute are anumite limite maxime, datorită multiplicării concomitente a rețelei de văi, care îndesește într-atât versanții încât încep să se întretaie, la partea superioară, dând nivele de creste, ce se mențin, în continuare, la aceeași altitudine. 

#### Evoluție descendentă
Evoluția descendentă (cea produsă pe versanții concavi) se impune atunci când adâncirea eroziunii, pe vai, este în descreștere continuă sau stagnează. Eroziunea de pe versanți devine tot mai rapidă, în raport cu cea a râurilor și determină retragerea laterală a acestora. 
Retragerea se face aproape paralel cu ei înșiși, generând la bază o pantă nouă. Această nouă pantă a versantului are caractere fundamental diferite față de cea de deasupra: înclinarea este mult mai redusă, pe ea se instalează o pătură de alterări, alimentată continuu cu dezagregări de pe versantul abrupt iar mișcarea materialelor se face lent. Este un versant a cărui evoluție viitoare are loc sub formă unui echilibru dinamic, în sensul că punctele sale evoluează solidar, cu un flux lent dar continuu de particule tot mai mici ce se nasc și merg spre aval. Această nouă pantă a fost denumită de către W. Penck „versant cu mișcare dispersă”, iar de către alții (W. Davis și H. Bauling} „versant în echilibru” sau de maturitate, dar de cele mai multe ori este denumită glacis sau pediment (atunci când este mai puțin înclinat și foarte extins). Contactul său cu abruptul se face foarte rar în unghi și cel mai adesea printr-o ruptură de pantă concavă, formă care se imprimă întregului versant.

## Tipuri de versanți

### Versantul concav

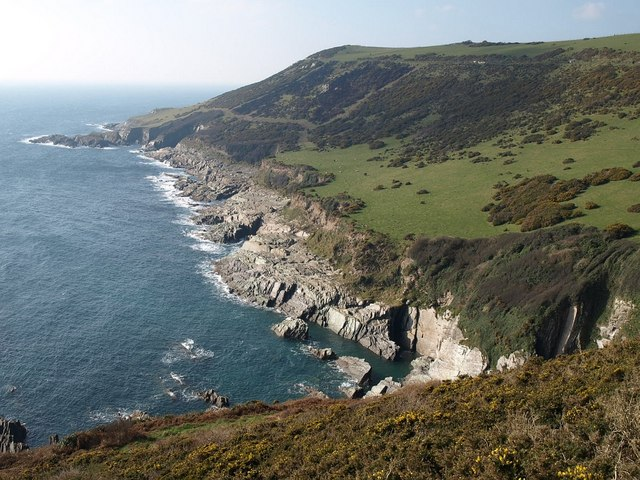
Versanți de tip concav, la Netton Down, Regatul Unit, pe malul mării

Versanții de tip concav sunt cei care domină la suprafața Pământului, datorită faptului că eroziunea în adâncime este limitată de nivelul de bază, iar mișcările de înălțare de asemenea se sting cu timpul. Prin extinderea acestui tip de versant se produce nivelarea zonelor înalte, nivelarea versanților înșiși.
Procesul de nivelare îmbracă două forme: 
1. reducerea aproape totală a suprafețelor cu pante abrupte și înlocuirea lor cu pante de tip pediment;
2. micșorarea continuă a pantei glacisurilor.

În primul caz, abrupturile se restrâng prin retragere către părțile superioare. Coborârea altitudinilor, inclusiv a celor absolute, capătă viteză maximă din momentul în care versanții văilor vecine se întâlnesc pe cumpănă și dau naștere crestelor. Este perioada când cumpăna se dezintegrează, apar înșeuări, iar între ele se detașează masive ce capătă tot mai mult aspect de insule, numite inselberg. 
Al doilea aspect al nivelării privește însăși dezvoltarea glacisului, respectiv extinderea și reducerea pantei sale. În prima fază, glacisul este foarte restrâns și cu pantă mare. O dată cu reducerea abruptului scade și volumul sfărâmăturilor. În plus la partea inferioară a glacisului materialele ajung deosebit de reduse că granulometrie, necesitând o pantă de deplasare tot mai mică. Înclinarea glacisului scade deci spre talveg și crește progresiv spre cumpănă. Scăderea pantei pedimentului are o limită inferioară, ce coincide cu încetarea posibilității de deplasare a sfărâmăturilor. Când acest stadiu este atins, pe cea mai mare pare a unor foste unități înalte, relieful capătă aspect de peneplenă (aproape – câmpie) sau de suprafață reziduală finală (W.Penck, 1924). Mai recent L. King (1951) denumește o astfel de suprafață pediplenă, pornind de la același concept al lui Penck, retragerea paralelă a versanților și formarea de pedimente.

### Glacis
Glacisul este o formă de relief cu pantă redusă, ușor înclinată (2-5 grade), care mărginește un abrupt sau un versant înclinat. Reprezintă forme de tranziție, cu profil general concav. În funcție de origine se disting: glacisul de eroziune - format prin eroziunea unor roci friabile la baza unor abrupturi și glacisul de acumulare' (aluvial, coluvial, proluvial) – format prin acumulare la baza unui versant. 

### Coluvii, proluvii
Coluviile sunt materiale acumulate la baza versantului, rezultate prin spălare în suprafață, șiroire, procese gravitaționale. Sunt formate în general din materiale fine. 
Proluviile sunt depozite sub formă de con, ce se acumulează la baza versanților sau în sectoarele cu pantă redusă ale acestora; sunt formate din materiale grosiere, de regulă pietrișuri, nisipuri și argile depuse de torenți și ravene la gurile lor; ca formă de relief corespund conurilor de dejecție. 
În funcție de poziție și formă se deosebesc glacisuri: de front structural (în zonele de cuestă sau cu suprafețe structurale), de piemont (la poalele muntelui), de vale (la contactul luncă-frunte de terasă; luncă-versant) și glacis versant (versanții concavi și scurți care mărginesc o vale). 
În funcție de materialele dominante la suprafață întâlnim glacisuri: în roca, detritice (domină materialele alohtone) și mixte. 

### Pediment, inselberg
Pedimentul este o suprafață de eroziune ușor înclinată și dezvoltată pe roci dure. Se disting două elemente: inselbergul (relieful rezidual) și pedimentul propriu-zis, despărțite între ele de un unghi (ruptură de pantă)-knick. Pedimentul poate fi uniform dezvoltat în jurul inselbergului sau poate avea intrânduri adânci sau mai mici în interiorul abruptului muntos. Se formează cu precădere în regiunile semiaride calde. 

### Peneplenă, pediplenă
Dacă suprafață reziduală finală este o peneplenă sau o pediplenă — aceasta este una din cele mai discutate probleme generale ale geomorfologiei. Ca noțiune, peneplena are întâietate, fiind prima fondată și documentată de către W. Davis, și „apărată” de H. Bauling (1950). Această „aproape – câmpie” se formează prin lărgirea văilor, micșorarea pantei versanților de sus în jos și scăderea altitudinii relative a interfluviilor, în condițiile unei lungi perioade de stabilitate tectonică. La finele ciclului peneplena se prezintă larg ondulată și cu o serie de „martori de eroziune” (monadnokuri) mai înălțați care se axează pe rocile cele mai dure. 
Pediplena, în schimb, se realizează treptat, prin așa numitul proces de pedimentare, pornind de la baza fiecărui versant ce se retrage paralel cu el însuși. Pedimentele se substituie unele pe altele (cele joase pe cele mai înalte) și se unesc continuu unele cu altele, astfel că în final creează o vastă pediplenă. Ea este mult mai netedă decât peneplena și prezintă o serie de martori (inselbeguri), ce țâșnesc brusc peste suprafețele bine nivelate. Inselbergurile nu se axează neapărat pe rocile dure, iar versanții lor au aproximativ înclinarea inițială a versanților masivului. Și pediplena, ca suprafață finală, are nevoie pentru a se perfect de stabilitatea tectonică. Pediplena caracterizează climatul arid și semiarid. 

### Ciclul eroziunii – de la munte la peneplenă
Într-o regiune muntoasă, eroziunea este acerbă, văile se adâncesc, creând un relief viguros, cu versanți înalți și abrupți; se consideră că relieful și eroziunea sunt în stadiul de tinerețe. Când râurile ating profilul de echilibru, văile se lărgesc, versanții se întretaie sub nivelul vechilor cumpene de ape și se domolesc ca pantă, căpătând și ei un profil de echilibru. Este stadiul de maturitate, când relieful evoluează mai încet și mai echilibrat. După sute de mii sau milioane de ani, se ajunge în stadiul de bătrânețe al reliefului, când interfluviile sunt măcinate până aproape de nivelul luncilor râurilor; în locul muntelui eroziunea a creat o câmpie ușor ondulată, numită peneplenă.
Cea mai rapidă nivelare a reliefurilor înalte are loc în climatele secetoase și se face prin glacizări; aici interfluviile se reduc ca lățime, dar rămân mereu înalte, până ce glacisurile le sparg unitatea, divizându-le în munți insulari (inselbeguri). Când glacisurile au ajuns să se extindă roată în jurul munților insulari, sunt de obicei foarte netede și sunt numite pedimente. 
Din unirea acestora, pe distanțe mari, ia naștere o câmpie de eroziune mai netedă decât o peneplenă, ce se numește pediplenă. 
Tot lanțul de fenomene și forme de relief pe care le creează eroziunea de la apariția unui munte și până la transformarea lui în peneplenă se numește ciclul eroziunii.

## Articole pe teme montane și de glaciologie
- Aisberg
- Alpii înalți
- Antarctica
- Arctica
- Ablație (fenomen)
- Balanța masei unui ghețar
- Banchiză
- Calotă glaciară
- Calotă polară
- Circ glaciar
- Climatul calotelor polare
- Coastă
- Colină
- Criosferă
- Deal
- Ecoton
- Efectul de trecere
- Efectul Massenerhebung
- Gheață
- Ghețar
- Glaciologie
- Încălzirea globală
- Înzăpezire
- Lac glaciar
- Linia arborilor
- Linia ghețarilor
- Linia înghețului
- Linia de îngheț (astrofizică)
- Linia zăpezii
- Listă de țări în care ninge
- Listă de lacuri din România
- Munte
- Morenă
- Nivologie
- Sculptura în gheață
- Spărgător de gheață
- Tundră
- Tundră alpină
- Versant
- Zăpadă
- Zonă de ablație
- Zonă de acumulare